# 자비네 부슈
자비네 부슈(독일어: Sabine Busch, 1962년 11월 21일 ~ )는 400m와 400m 허들을 전문적으로 활약한 동독의 육상 선수로 1987년 세계 육상 선수권 대회에서 400m 허들을 우승하였다.

## 인물 정보
1982년 유럽 선수권 대회에서 그녀는 팀 동료 키르스텐 지몬, 다그마 뤼브삼, 마리타 코흐와 함께 1600m 계주에서 금메달을 획득하기 전에, 400m 경기에서 4위를 했다. 그녀는 1983년 세계 육상 선수권 대회에서는 400m 준결승전에서 5위를 했다. 그녀는 동구권 국가의 보이콧 때문에 1984년 로스앤젤레스 올림픽에 출전하지 못하였다.
1986년 슈투트가르트 유럽 선수권 대회에서 그녀는 400m 허들에서 은메달을 획득하였다. 부슈는 그 과정에서 53.32로 자신의 세계 기록을 깬 마리나 스테파노바에게 졌고, 53.60을 달렸다. 그녀는 엠멜만, 페트라 뮐러, 코흐와 함께 계주에서 금메달을 획득하였다.
1988년 서울 올림픽에서 400m 허들 4위를 한 그녀는 자신의 동료 노이바우어, 엠멜만, 뮐러와 함께 계주에서 동메달을 획득하였다.
도쿄에서 열린 1991년 세계 육상 선수권 대회에서 독일을 대표한 부슈는 55.93초로 준결승전에서 탈락하였다.

## 참조
1. ↑  여자 400m 허들 세계 기록 보관됨 2013-10-29 - 웨이백 머신 - The Athletics Site